# Master of His Home
Pour plus de détails, voir Fiche technique et Distribution.
Master of His Home est un film américain réalisé par Walter Edwards, sorti en 1917.

## Synopsis
Mme Drake, une femme ambitieuse, a décidé que sa fille Millicent devrait épouser Van Tyle, un membre de la haute société. Millicent déjoue les plans de sa mère, quand, en rendant visite à Van Tyle dans sa résidence à la montagne, elle rencontre Carson Stewart, un chercheur d'or et tombe amoureuse de lui. Peu après, Stewart vient dans l'Est pour voir Millicent et ils se marient. Mme Drake cherche à convaincre sa fille de ne pas donner à Stewart l'enfant qu'il désire tant. Apprenant que sa femme est enceinte et que sa belle-mère veut qu'elle avorte, Stewart repart pour l'Ouest. Millicent, réalisant son erreur, le rejoint avec leur enfant et ils se réconcilient.

## Fiche technique
- Titre original : Master of His Home
- Réalisation : Walter Edwards
- Scénario d'après une histoire de R. Cecil Smith
- Société de production : Triangle Film Corporation
- Société de distribution : Triangle Distributing Corporation
- Pays de production :  États-Unis
- Langue originale : anglais
- Format : noir et blanc — 35 mm — 1,37:1 — Film muet
- Genre : drame
- Durée : 50 minutes (5 bobines)
- Date de sortie :
  - États-Unis : août 1917

## Distribution
- William Desmond : Carson Stewart
- Alma Rubens : Millicent Drake
- Joseph J. Dowling : Bill Boggs
- Elinor Hancock : Mme Drake
- Robert McKim : Van Tyle
- Susie Light Moon : la squaw
- Will H. Bray : M. Drake